# ベイカー郡 (ジョージア州)
ベイカー郡（ベイカーぐん、英: Baker County）は、アメリカ合衆国ジョージア州の南西部に位置する郡である。2010年国勢調査での人口は3,451人であり、2000年の4,074人から15.3%減少した。郡庁所在地はニュートン市（人口654人）であり、同郡で人口最大かつ唯一の都市でもある。
ベイカー郡はオルバニー大都市圏に属している。

## 歴史
ベイカー郡は1825年12月12日に、ジョージア州議会の法によりアーリー郡から分離して設立された。郡名はアメリカ独立戦争の英雄ジョン・ベイカー大佐に因んで名付けられた。

## 地理
アメリカ合衆国国勢調査局に拠れば、郡域全面積は349.17平方マイル (904.3 km2)であり、このうち陸地343.22平方マイル (888.9 km2)、水域は5.95平方マイル (15.4 km2)で水域率は1.70%である。

### 主要高規格道路

#### ジョージア州道
- ジョージア州道37号線
- ジョージア州道91号線
- ジョージア州道200号線
- ジョージア州道216号線
- ジョージア州道253号線

### 隣接する郡
- ドウアティ郡 - 北東
- ミッチェル郡 - 東
- ディケーター郡 - 南西
- アーリー郡 - 西
- ミラー郡 - 西
- カルフーン郡 - 北西

## 人口動態
以下は2000年の国勢調査による人口統計データである。
| 基礎データ - 人口: 4,074人 - 世帯数: 1,514 世帯 - 家族数: 1,094 家族 - 人口密度: 5人/km2（12人/mi2） - 住居数: 1,740軒 - 住居密度: 2軒/km2（5軒/mi2） 人種別人口構成 - 白人: 47.42% - アフリカン・アメリカン: 50.39% - ネイティブ・アメリカン: 0.22% - 太平洋諸島系: 0.02% - その他の人種: 1.33% - 混血: 0.61% - ヒスパニック・ラテン系: 2.72% | 年齢別人口構成 - 18歳未満: 27.3% - 18-24歳: 10.0% - 25-44歳: 26.9% - 45-64歳: 22.1% - 65歳以上: 13.7% - 年齢の中央値: 35歳 - 性比（女性100人あたり男性の人口） - 総人口: 86.2 - 18歳以上: 86.3 世帯と家族（対世帯数） - 18歳未満の子供がいる: 33.1% - 結婚・同居している夫婦: 47.7% - 未婚・離婚・死別女性が世帯主: 19.5% - 非家族世帯: 27.7% - 単身世帯: 25.1% - 65歳以上の老人1人暮らし: 10.8% - 平均構成人数 - 世帯: 2.68人 - 家族: 3.20人 | 収入と家計 - 収入の中央値 - 世帯: 30,338米ドル - 家族: 36,438米ドル - 性別 - 男性: 25,891米ドル - 女性: 16,462米ドル - 人口1人あたり収入: 16,969米ドル - 貧困線以下 - 対人口: 23.4% - 対家族数: 19.9% - 18歳未満: 32.5% - 65歳以上: 20.1% |

## 都市と町

### 法人化自治体
- ニュートン - 郡庁所在地

### 未編入の町
| - アンナ - ベサニー - クレストビュー - エルモデル - ハード・アップ - ホーキンズタウン | - ホガードミル - アイビーズミル - ジョーンズスパー - ラマー - ミルフォード - ミムズビル | - パットモス - フィリップスバーグ - ポンドタウン - レッドストアクロスローズ |

### 廃村
- チーバータウン
- デューズビル
- フィッシュトラップ
- レドベター

## 政治
ベイカー郡はアメリカ合衆国大統領選挙で、1964年にはバリー・ゴールドウォーター、1968年にはリチャード・ニクソンを支持したが、昔から民主党の地盤である。1956年にはアドレー・スティーブンソンが郡総投票数の96%以上を獲得した。1992年以降は一貫して民主党候補に多数票を投じているが、やや接戦に近くなってきた。2008年のバラク・オバマは50.1%、ジョン・マケインは49.1%だった。

## 教育
郡内の公共教育はベイカー郡教育学区が管轄している。